# شقواص دواري
الشَّقْوَاص الدُّوَّارِيّ (الدواري نسبة إلى الدُّوَّارَة، لأن هذا النوع النباتي له دوارة، من اللاتينية verticillatum) نوع نباتي يتبع جنس الشقواص والفصيلة اللاذنية، اسمه العلمي Halimium verticillatum (Brot.) Sennen.